# Calcinación

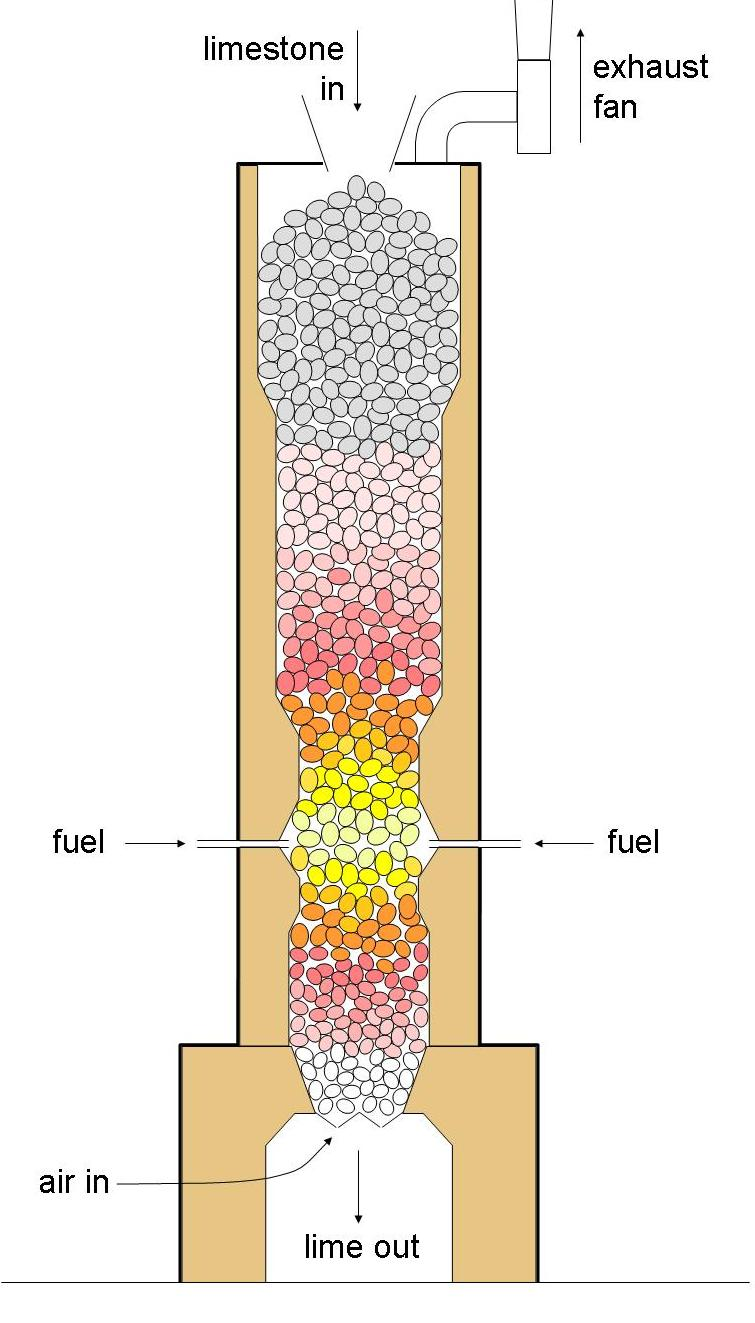
Horno de cal, que mediante un proceso de calcinación permite transformar la roca caliza en cal

La calcinación es el proceso de calentar una sustancia a temperatura elevada (temperatura de descomposición) para provocar la descomposición térmica o un cambio de estado en su constitución física o química. El proceso, que suele llevarse a cabo en largos hornos cilíndricos, tiene a menudo el efecto de volver frágiles las sustancias.

## Fines
Los objetivos de la calcinación suelen ser:
- Eliminar el agua, presente como humedad absorbida, «agua de cristalización» o «agua de constitución ártica» (como en la conversión del hidróxido férrico en óxido férrico);
- Eliminar el dióxido de carbono (como en la calcinación de la piedra caliza en cal en un horno de cal), el dióxido de azufre u otros compuestos orgánicos volátiles;
- Para oxidar (calcinación oxidante) una parte o toda la sustancia (usado comúnmente para convertir menas sulfurosas a óxidos en el primer paso de recuperación de metales como el zinc, el plomo y el cobre);
- Para reducir (calcinación reductora) metales a partir de sus menas (fundición).

Hay unas pocas finalidades más para las que se emplea la calcinación en casos especiales (por ejemplo, el carbón animal). Puede llegar a una temperatura máxima de 1200 °C. Su numeración para aumentar su temperatura depende de 10-10. Para protección y cuidado no se debe tomar la muestra directamente con las manos.
Las reacciones de calcinación pueden incluir disociación térmica, incluyendo la destilación destructiva de los compuestos orgánicos (es decir, calentar un material rico en carbono en ausencia de aire u oxígeno, para producir sólidos, líquidos y gases). Ejemplos de otras reacciones de calcinación son la concentración de alúmina calentando bauxita, cambios de estado polimórficos como la conversión de anatasio en rutilo, y las recristalizaciones térmicas como la desvitrificación del cristal. Se suelen someter a procesos de calcinación materiales como los fosfatos, la alúmina, el carbonato de manganeso, el coque de petróleo y la magnesita marina.

## Alquimia
En la alquimia, según la versión de Las doce puertas de George Ripley en el siglo XV, se creía que la calcinación era uno más de los 12 procesos vitales necesarios para la transformación de una sustancia (calcinación, solución o disolución, separación, conjunción, putrefacción, congelación, cibación, sublimación, fermentación, exaltación, multiplicación y proyección).
Los alquimistas distinguían dos tipos de calcinación: la real y la potencial. La calcinación real era la efectuada con fuego real sobre madera, carbón u otro combustible, llevado a cierta temperatura. La potencial era la llevada a cabo mediante fuego potencial, es decir, compuestos químicos corrosivos. Por ejemplo, el oro era calcinado en un horno de reverbero con mercurio y sal de amonio, la plata con sal común y sal de álcali, el cobre con sal y azufre, el hierro con sal de amonio y vinagre, el estaño con antimonio, el plomo con azufre y el mercurio con agua fuerte.
También había una «calcinación filosófica», que se decía que ocurría cuando los cuernos, pezuñas, etcétera se colgaban sobre agua hirviendo u otro licor hasta que perdían su mucílago y podían ser reducidos fácilmente a polvo.

## Geología
La calcinación también puede ocurrir bajo capas de ceniza volcánica caliente. Por ejemplo, en la erupción del 2006 del volcán Tungurahua (Ecuador).